# 고체산
고체산(固體酸, 영어: solid acid)은 반응 매질에서 불용성인 산이다. 고체산은 보통 불균일 촉매로 사용된다.

## 예
대부분의 고체산은 옥살산, 타르타르산, 시트르산, 말레산 등과 같은 유기산이다. 무기 고체산의 예로는 실리코-알루미네이트(제올라이트, 알루미나, 실리코-알루미노포스페이트) 및 황산화 지르코니아가 있다. 많은 전이 금속 산화물은 이산화 타이타늄, 지르코니아 및 오산화 나이오븀을 포함하며 산성이다. 이러한 산은 크래킹에 사용된다. 폴리스티렌 설포네이트, 고체 인산, 니오브산 및 헤테로폴리옥소메탈레이트를 포함한 많은 고체 브뢴스테드 산도 산업적으로 사용된다.

## 활용
고체산은 석유 정제의 대규모 촉매 분해에서부터 다양한 정밀 화학 물질의 합성에 이르기까지 많은 산업 화학 공정의 촉매작용에 사용된다.
하나의 대규모 적용은 알킬화, 예를 들어 벤젠과 에틸렌을 결합하여 에틸벤젠을 생성하는 것이다. 또 다른 적용은 사이클로헥사논 옥심을 카프로락탐으로 재배열하는 것이다. 많은 알킬아민은 고체산에 의해 촉매되는 알코올의 아미노화에 의해 제조된다.

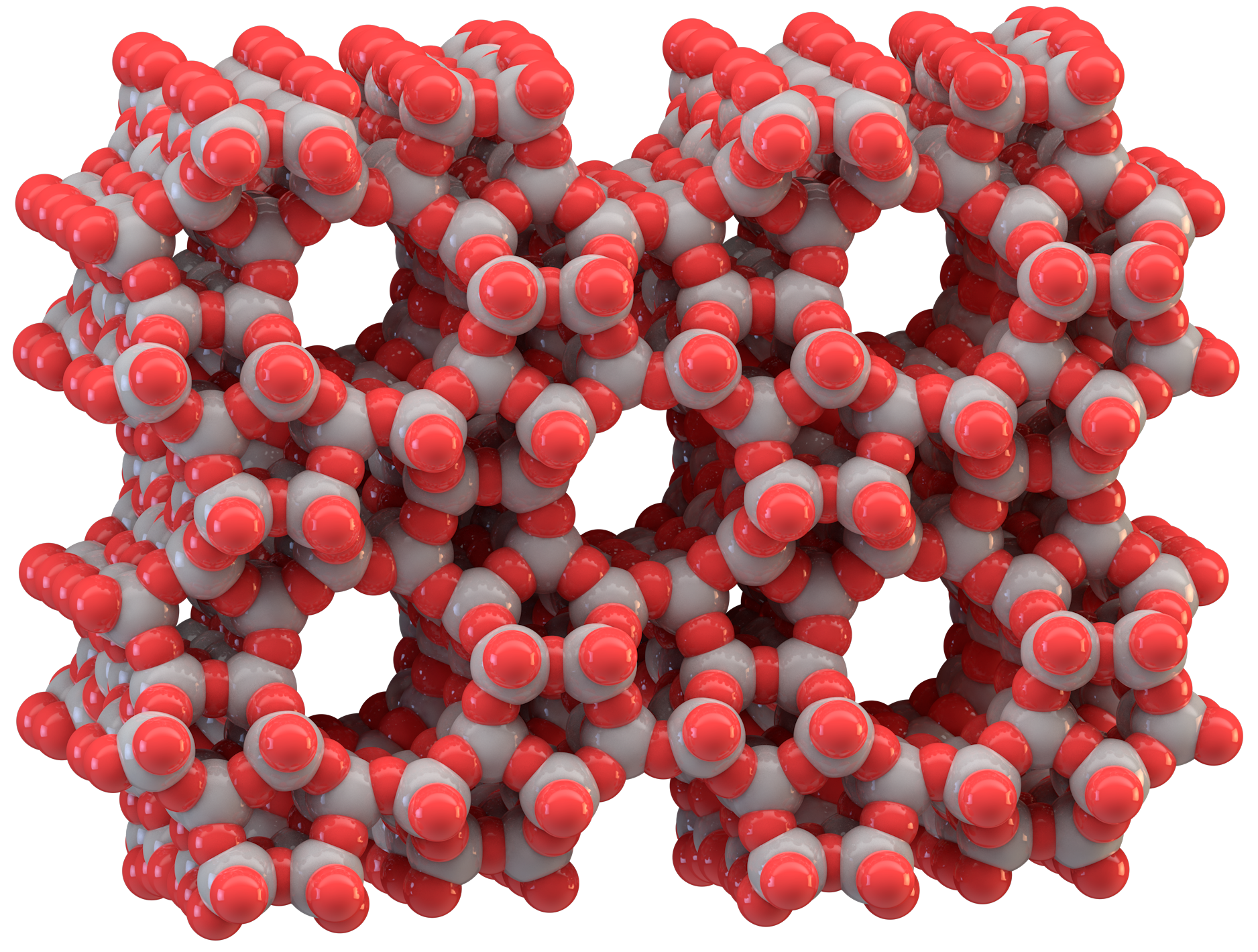
제올라이트인 ZSM-5는 고체산 촉매로 널리 사용된다.

고체산은 연료 전지의 전해질로 사용될 수 있다.

## 같이 보기
- 산
- 유기산